# Jan Kapr
Jan Kapr (født 12. marts 1914 i Prag, Tjekkiet - død 29. april 1988) var en tjekkisk komponist, lærer og radioproducer.
Kapr studerede komposition på Musikkonservatoriet i Prag og var herefter producer på tjekkisk radio.
Han har komponeret mange værker, men var først og fremmest symfoniker. Han komponerede 10 symfonier, orkesterværker, 2 sinfoniettaer, kammermusik, korværker, operaer, sange, instrumentalværker for mange instrumenter mv.
Kapr, som hører til en af de betydningsfulde symfonikere i tjekkisk musik i det 20. århundrede, underviste på Janáčkova akademie múzických umění.

## Udvalgte værker
- Symfoni nr. 1 (1942) - for orkester
- Symfoni nr. 2 (1946) - for orkester
- Symfoni nr. 3 (1956 rev. 1974) - for orkester
- Symfoni nr. 4 (1958) - for orkester
- Symfoni nr. 5 "Olympisk" (1959 rev. 1963) - for messingblæsere, slagtøj, 2 klaverer, orgel, violin og kontrabas
- Symfoni nr. 6 (1964) - for lille orkester
- Symfoni nr. 7 "Barndommens land" (1968) - for børnekor og orkester
- Symfoni nr. 8 "Prags klokker" (1971 rev. 1977) - for blandet kor, bånd og orkester
- Symfoni nr. 9 "Josef Manes" (1982) - for orkester
- Symfoni nr. 10 (1985) - for 2 vokalsolister og stort orkester
- Sinfonietta nr. 1 (1947) - for lille orkester
- Sinfonietta nr. 2 (1984) - for orkester
- "Drømme og planer" (1960) - for blandede kor